# Agalmyla brevipes
Agalmyla brevipes là một loài thực vật có hoa trong họ Tai voi. Loài này được (C.B.Clarke) B.L.Burtt mô tả khoa học đầu tiên năm 2002.